# Saint-Claude (Jura)
Pour les articles homonymes, voir Saint-Claude.
Saint-Claude est une commune française, sous-préfecture du département du Jura, dans la région culturelle et historique de Franche-Comté et la région administrative Bourgogne-Franche-Comté.
Saint-Claude comptait 8 556 habitants en 2022, ce qui en fait la troisième commune la plus peuplée du département. Ses habitants sont appelés les Sanclaudiens. Son unité urbaine rassemblait 9 717 habitants en 2018 et son aire d'attraction comptait 19 861 habitants. Elle est au centre d'une intercommunalité, la communauté de communes Haut-Jura Saint-Claude, comprenant 22 communes et 20 262 habitants en 2018.

## Géographie

### Localisation
Saint-Claude est située dans le sud du département du Jura, dans le cœur du massif du Jura.
La ville est distante de 60 km de Genève (sud-est), de 57 km de Lons-le-Saunier (nord-ouest), de 30 km d'Oyonnax (sud-ouest).

### Communes limitrophes
Les communes limitrophes sont  Avignon-lès-Saint-Claude, Chassal-Molinges, Coiserette, Coteaux du Lizon, La Rixouse, Lamoura, Larrivoire, Lavans-lès-Saint-Claude, Leschères, Longchaumois, Septmoncel les Molunes et Villard-Saint-Sauveur.
La ville de Saint-Claude et les communes limitrophes sont relativement enclavées et à l'écart des principales voies de communication aussi bien ferroviaires que routières.

#### Liste des quartiers de la ville
Pour des raisons de statistiques et de recensement de la population, la commune de Saint-Claude est découpée par l'INSEE en 12 quartiers qui sont :
La ville compte deux quartiers prioritaires, Chabot-Miroir ainsi que Les Avignonnets, pour un total de 1 839 habitants en 2018. Dans le cadre de la rénovation urbaine, la longue barre d'immeuble du quartier Chabot, surnommée « la Banane », est démolie en 2022 pour 171 logements supprimés.

### Géologie et relief
Située à une altitude moyenne de 435 m, la ville est dominée de plus de 500 m par les sommets du Haut-Jura, tels que le mont Bayard, le Pain de Sucre, le crêt Pourri ou le mont Chabot.
Le paysage est montagnard, avec de nombreuses forêts de résineux.

### Hydrographie
Saint-Claude est bâtie au fond d'une vallée encaissée profonde de plus de 450 m, à la confluence entre la Bienne et le Tacon.
La liste des 10 cours d'eau, avec pour certains une cascade sur leur cours, traversant le territoire de Saint-Claude est :
- Rivière la Bienne
- Rivière le Tacon
- Ruisseau de l'Abîme (cascades des Combes, gorges de l'Abîme)
- Ruisseau du Grosdar (cascade de la Queue de Cheval)
- Ruisseau de la Blénière (cascade de la Vouivre)
- Ruisseau de la Foulasse
- Ruisseau de Chapy
- Ruisseau des Nans
- Ruisseau de Pissevieille (cascade de Pissevieille)

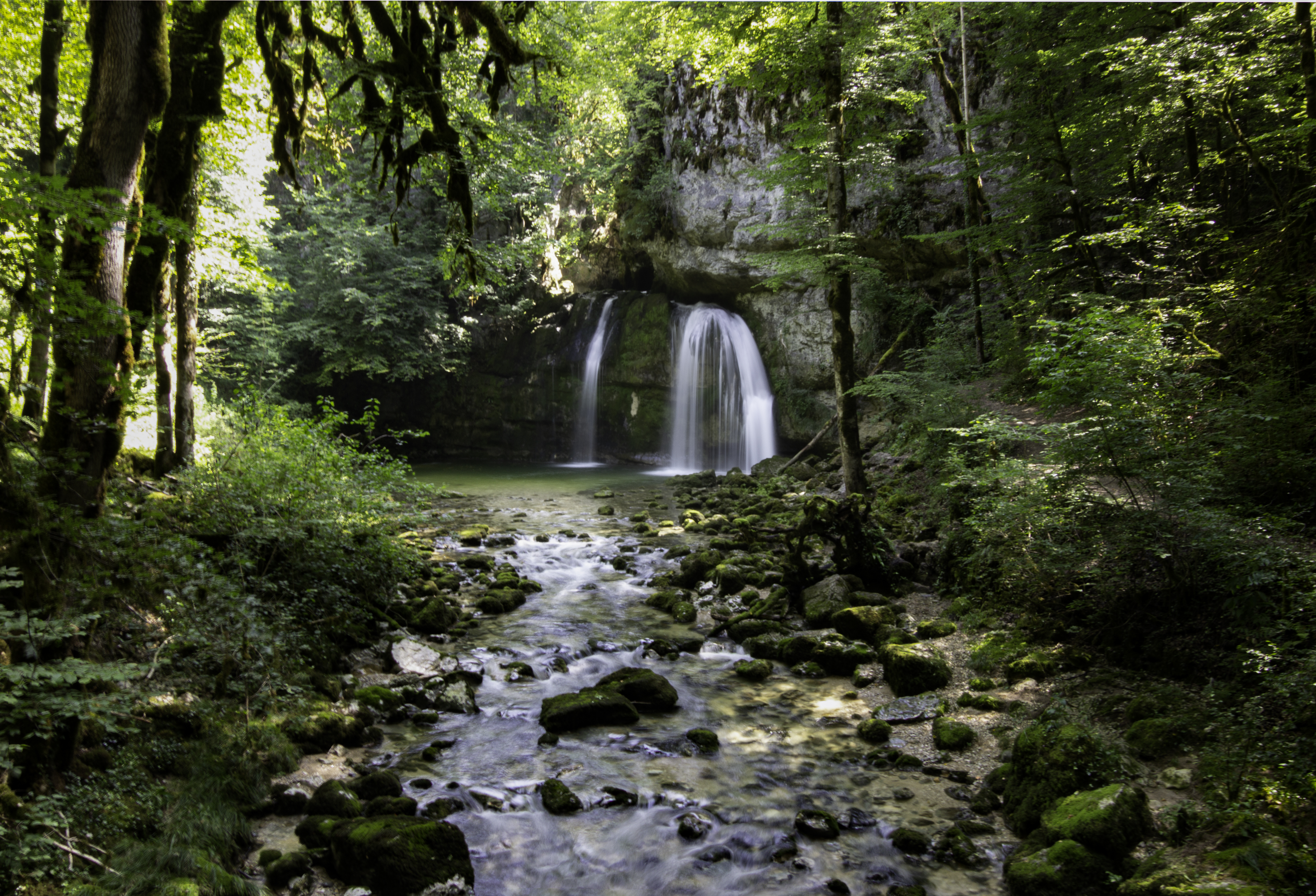
Cascade des Combes ruisseau de l'Abîme en 2021.

- Ruisseau du Banc

### Voies de communication et transports

#### Voies
| 206 odonymes recensés à Saint-Claude (Jura) au 15 décembre 2013 | 206 odonymes recensés à Saint-Claude (Jura) au 15 décembre 2013 | 206 odonymes recensés à Saint-Claude (Jura) au 15 décembre 2013 | 206 odonymes recensés à Saint-Claude (Jura) au 15 décembre 2013 | 206 odonymes recensés à Saint-Claude (Jura) au 15 décembre 2013 | 206 odonymes recensés à Saint-Claude (Jura) au 15 décembre 2013 | 206 odonymes recensés à Saint-Claude (Jura) au 15 décembre 2013 | 206 odonymes recensés à Saint-Claude (Jura) au 15 décembre 2013 | 206 odonymes recensés à Saint-Claude (Jura) au 15 décembre 2013 | 206 odonymes recensés à Saint-Claude (Jura) au 15 décembre 2013 | 206 odonymes recensés à Saint-Claude (Jura) au 15 décembre 2013 | 206 odonymes recensés à Saint-Claude (Jura) au 15 décembre 2013 | 206 odonymes recensés à Saint-Claude (Jura) au 15 décembre 2013 | 206 odonymes recensés à Saint-Claude (Jura) au 15 décembre 2013 | 206 odonymes recensés à Saint-Claude (Jura) au 15 décembre 2013 | 206 odonymes recensés à Saint-Claude (Jura) au 15 décembre 2013 |
| Allée                                                           | Avenue                                                          | Bld                                                             | Chemin                                                          | Cité                                                            | Côte                                                            | Impasse                                                         | Montée                                                          | Parc                                                            | Passage                                                         | Place                                                           | Pont                                                            | Route                                                           | Rue                                                             | Autres                                                          | Total                                                           |
| --------------------------------------------------------------- | --------------------------------------------------------------- | --------------------------------------------------------------- | --------------------------------------------------------------- | --------------------------------------------------------------- | --------------------------------------------------------------- | --------------------------------------------------------------- | --------------------------------------------------------------- | --------------------------------------------------------------- | --------------------------------------------------------------- | --------------------------------------------------------------- | --------------------------------------------------------------- | --------------------------------------------------------------- | --------------------------------------------------------------- | --------------------------------------------------------------- | --------------------------------------------------------------- |
| 1                                                               | 5                                                               | 2                                                               | 25                                                              | 2                                                               | 1                                                               | 2                                                               | 4                                                               | 1                                                               | 9                                                               | 13                                                              | 7                                                               | 9                                                               | 81                                                              | 49                                                              | 206                                                             |
| Notes « N »                                                     | Notes « N »                                                     | 1. 2. 3. 4. 5. 6. 7. 8. 9. 10. 11.                              | 1. 2. 3. 4. 5. 6. 7. 8. 9. 10. 11.                              | 1. 2. 3. 4. 5. 6. 7. 8. 9. 10. 11.                              | 1. 2. 3. 4. 5. 6. 7. 8. 9. 10. 11.                              | 1. 2. 3. 4. 5. 6. 7. 8. 9. 10. 11.                              | 1. 2. 3. 4. 5. 6. 7. 8. 9. 10. 11.                              | 1. 2. 3. 4. 5. 6. 7. 8. 9. 10. 11.                              | 1. 2. 3. 4. 5. 6. 7. 8. 9. 10. 11.                              | 1. 2. 3. 4. 5. 6. 7. 8. 9. 10. 11.                              | 1. 2. 3. 4. 5. 6. 7. 8. 9. 10. 11.                              | 1. 2. 3. 4. 5. 6. 7. 8. 9. 10. 11.                              | 1. 2. 3. 4. 5. 6. 7. 8. 9. 10. 11.                              | 1. 2. 3. 4. 5. 6. 7. 8. 9. 10. 11.                              | 1. 2. 3. 4. 5. 6. 7. 8. 9. 10. 11.                              |
| Sources : rue-ville.info & OpenStreetMap & FNACA-GAJE du Jura   |                                                                 |                                                                 |                                                                 |                                                                 |                                                                 |                                                                 |                                                                 |                                                                 |                                                                 |                                                                 |                                                                 |                                                                 |                                                                 |                                                                 |                                                                 |

#### Transports en commun
La ville est desservie par la ligne d'Andelot-en-Montagne à La Cluse autrement appelée « ligne des Hirondelles », traversant sur 120 km le Jura du nord au sud.
La société de transports Jurabus exploite les transports urbains de la ville sous le nom de Urbus.
La ville est desservie par 2 lignes urbaines principales et 1 ligne desserte des quartiers Serger - Le Valevre, puis 4 autres lignes à la demande (Allo-Bus) sur réservation, sans oublier la navette piscine pour le centre nautique de l'été sur réservation du lundi au vendredi.

### Climat
Pour des articles plus généraux, voir Climat de la Bourgogne-Franche-Comté et Climat du département du Jura.
En 2010, le climat de la commune est de type climat de montagne, selon une étude du Centre national de la recherche scientifique s'appuyant sur une série de données couvrant la période 1971-2000. En 2020, Météo-France publie une typologie des climats de la France métropolitaine dans laquelle la commune est exposée à un climat de montagne ou de marges de montagne et est dans la région climatique  Jura, caractérisée par une forte pluviométrie en toutes saisons (1 000 à 1 500 mm/an), des hivers rigoureux et un ensoleillement médiocre.
Pour la période 1971-2000, la température annuelle moyenne est de 9,9 °C, avec une amplitude thermique annuelle de 16,7 °C. Le cumul annuel moyen de précipitations est de 1 680 mm, avec 12,8 jours de précipitations en janvier et 9,7 jours en juillet. Pour la période 1991-2020, la température moyenne annuelle observée sur la station météorologique installée sur la commune est de 10,3 °C et le cumul annuel moyen de précipitations est de 1 869,2 mm. 
La température maximale relevée sur cette station est de 41 °C, atteinte le 24 juillet 2019 ; la température minimale est de −23,7 °C, atteinte le 12 janvier 1987,,.
| Mois                                  | jan.             | fév.         | mars           | avril         | mai             | juin          | jui.        | août           | sep.          | oct.          | nov.         | déc.            | année      |
| ------------------------------------- | ---------------- | ------------ | -------------- | ------------- | --------------- | ------------- | ----------- | -------------- | ------------- | ------------- | ------------ | --------------- | ---------- |
| Température minimale moyenne (°C)     | −2,3             | −2,5         | 0,4            | 3             | 6,9             | 10,1          | 11,9        | 11,7           | 8,2           | 5,3           | 1,1          | −1,7            | 4,3        |
| Température moyenne (°C)              | 1,6              | 2,6          | 6,5            | 9,7           | 13,6            | 17,4          | 19,4        | 19,1           | 15            | 11,1          | 5,6          | 2               | 10,3       |
| Température maximale moyenne (°C)     | 5,6              | 7,6          | 12,6           | 16,3          | 20,4            | 24,6          | 26,9        | 26,4           | 21,8          | 16,9          | 10           | 5,6             | 16,2       |
| Record de froid (°C) date du record   | −23,7 12.01.1987 | −19 05.02.12 | −18,5 01.03.05 | −7,4 08.04.03 | −3,3 15.05.1995 | −0,1 04.06.01 | 3 17.07.00  | 0,4 31.08.1986 | −2 30.09.1995 | −7,1 25.10.03 | −12 30.11.10 | −18 20.12.09    | −23,7 1987 |
| Record de chaleur (°C) date du record | 18 30.01.02      | 23 24.02.21  | 27 31.03.21    | 31 21.04.18   | 34 28.05.17     | 39,5 27.06.19 | 41 24.07.19 | 40 07.08.15    | 33,5 14.09.20 | 28,5 01.10.11 | 24 02.11.20  | 20,7 16.12.1989 | 41 2019    |
| Précipitations (mm)                   | 168,1            | 140,7        | 140,3          | 141,8         | 161,6           | 139,7         | 135,9       | 141,9          | 144,5         | 165,1         | 184,4        | 205,2           | 1 869,2    |

| Diagramme climatique                                  |              |              |            |              |               |               |               |              |              |            |              |
| J                                                     | F            | M            | A          | M            | J             | J             | A             | S            | O            | N          | D            |
| 5,6−2,3168,1                                          | 7,6−2,5140,7 | 12,60,4140,3 | 16,33141,8 | 20,46,9161,6 | 24,610,1139,7 | 26,911,9135,9 | 26,411,7141,9 | 21,88,2144,5 | 16,95,3165,1 | 101,1184,4 | 5,6−1,7205,2 |
| Moyennes : • Temp. maxi et mini °C • Précipitation mm |              |              |            |              |               |               |               |              |              |            |              |

Les paramètres climatiques de la commune ont été estimés pour le milieu du siècle (2041-2070) selon différents scénarios d'émission de gaz à effet de serre à partir des nouvelles projections climatiques de référence DRIAS-2020. Ils sont consultables sur un site dédié publié par Météo-France en novembre 2022.

## Urbanisme

### Typologie
Au 1er janvier 2024, Saint-Claude est catégorisée centre urbain intermédiaire, selon la nouvelle grille communale de densité à sept niveaux définie par l'Insee en 2022.
Elle appartient à l'unité urbaine de Saint-Claude, une agglomération intra-départementale regroupant deux  communes, dont elle est ville-centre,,. Par ailleurs la commune fait partie de l'aire d'attraction de Saint-Claude, dont elle est la commune-centre,. Cette aire, qui regroupe 18 communes, est catégorisée dans les aires de moins de 50 000 habitants,.

### Occupation des sols
L'occupation des sols de la commune, telle qu'elle ressort de la base de données européenne d’occupation biophysique des sols Corine Land Cover (CLC), est marquée par l'importance des forêts et milieux semi-naturels (76,8 % en 2018), une proportion sensiblement équivalente à celle de 1990 (77,6 %). La répartition détaillée en 2018 est la suivante : 
forêts (76 %), prairies (12,1 %), zones urbanisées (4,7 %), zones agricoles hétérogènes (4,3 %), zones industrielles ou commerciales et réseaux de communication (1,5 %), milieux à végétation arbustive et/ou herbacée (0,8 %), zones humides intérieures (0,6 %). L'évolution de l’occupation des sols de la commune et de ses infrastructures peut être observée sur les différentes représentations cartographiques du territoire : la carte de Cassini (XVIIIe siècle), la carte d'état-major (1820-1866) et les cartes ou photos aériennes de l'IGN pour la période actuelle (1950 à aujourd'hui).

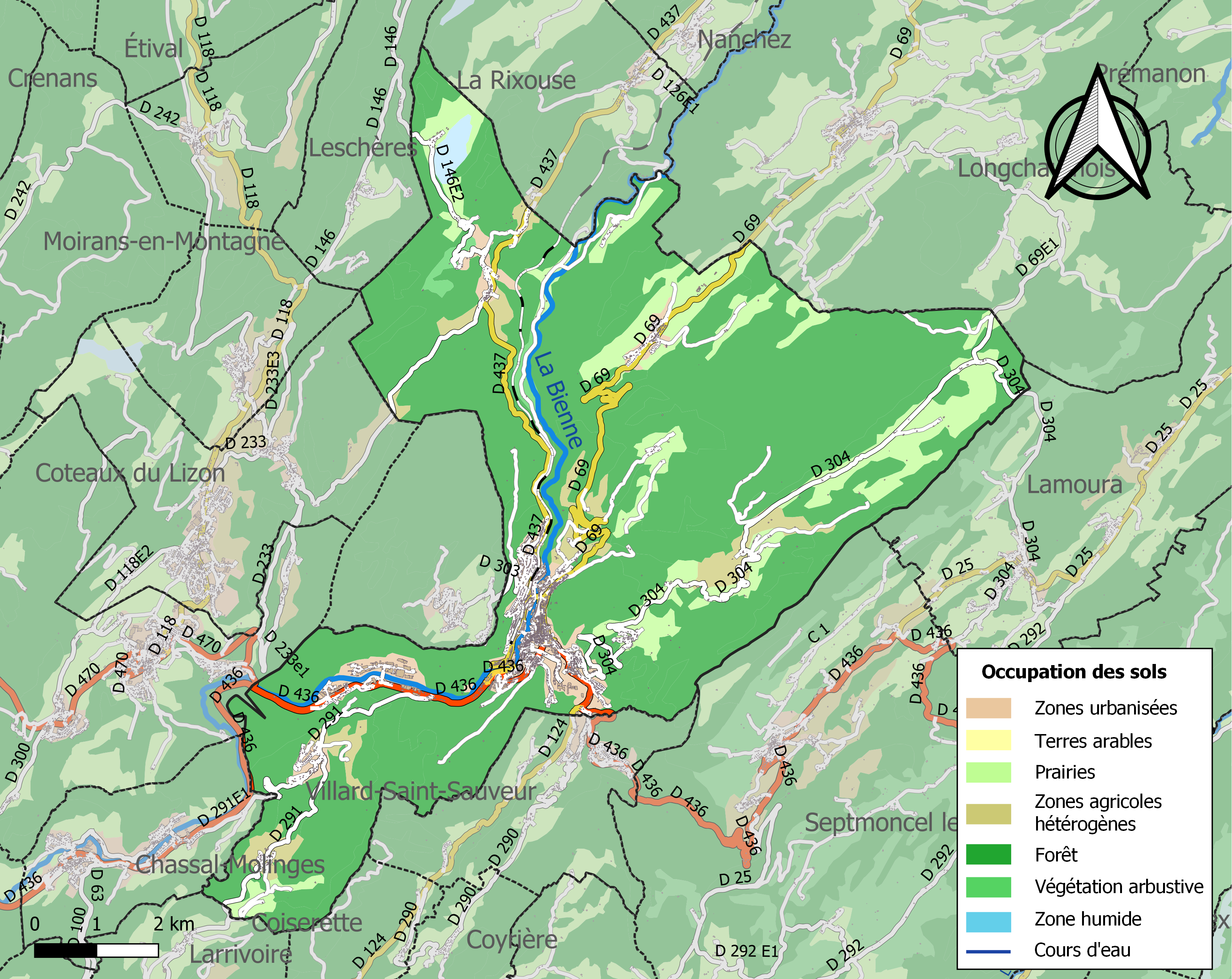
Carte des infrastructures et de l'occupation des sols de la commune en 2018 (CLC).

## Toponymie
La ville porte le nom de Saint Claude, moine bénédictin, abbé de Saint-Oyand au VIIe siècle, et dont le corps intact fut retrouvé à Saint-Claude en 1160.

## Histoire

Le village de Saint-Claude pris en 1905.

La cité se développe initialement autour d'un monastère fondé au début du Ve siècle par deux frères moines et abbés, Romain et Lupicin. Elle est tout d'abord appelée  Condat (du celte Condate « confluent » entre la Bienne et le Tacon), puis Saint-Oyend-de-Joux, du nom de l'abbé Oyend (ou Eugendus) qui accroît le rayonnement du monastère à partir de la fin du Ve siècle. En 639, saint Claude devient moine dans l'abbaye qui portait alors le nom de Saint-Oyend. Saint Claude est mort le 6 juin 699.
Lieu de pèlerinage, la ville profite vers la fin du XIIe siècle (1160), de la découverte du corps intact de l'abbé Claude (décédé quatre cent soixante ans auparavant), pour augmenter sa renommée. La ville prend alors le nom de Saint-Oyand-Saint-Claude. Au XVe siècle, saint Claude étant vénéré par le roi Louis XI, la ville garde le seul nom de Saint-Claude. Louis y étant venu avec son père Charles VII, en tant que dauphin, y passe de nouveau en 1456, alors qu'il s'enfuit vers le duché de Bourgogne afin d'éviter l'armée de son père. À la fin de sa vie, le roi Louis XI vieilli effectue un dernier pèlerinage vers Saint-Claude le 21 avril 1482, qui a aussi un objectif politique. Il y emmène en effet un grand nombre de soldats suisses.
En 1499, après son deuxième mariage, avec le roi Louis XII, la reine Anne de Bretagne décide de visiter ce lieu de pèlerinage, souhaitant un héritier viable du royaume de France. Elle avait en effet perdu tous les enfants qu'elle avait eus avec Charles VIII. La reine donne ensuite naissance à la princesse Claude de France, plus tard épouse de François Ier. Au début du XVIIe siècle, il y a à Saint-Claude 1 700 habitants, regroupés autour de la cathédrale. Le village a été détruit par les troupes de Richelieu pendant la guerre de Dix Ans.
En 1742, l'abbaye est rattachée à l'évêché de Saint-Claude. De 1772 à 1778 Voltaire porte une requête contre le chapitre noble de Saint-Claude pour obtenir l'abolition du droit de mainmorte et de servitude réelle sur leurs terres, et il publie une Requête des serfs du Mont-Jura qui a un grand retentissement à Paris. Ces survivances ont été abolies par l'édit royal du 8 août 1779.
Sous la Révolution, pour suivre le décret de la Convention du 25 vendémiaire an II invitant les communes ayant des noms pouvant rappeler les souvenirs de la royauté, de la féodalité ou des superstitions, à les remplacer par d'autres dénominations, la commune change de nom pour Condat-Montagne, nom construit à partir de son nom initial de Condat, auquel on ajoute « Montagne », double sens entre sa situation géographique et la Montagne, le courant politique révolutionnaire.
Le 1er messidor an VII (19 juin 1799), à 12 h 45, se déclenche un incendie chez le nommé Mandrillon. Les flammes se propagent de maison en maison et ravagent la ville qui est entièrement détruite : seule une maison en réchappe, qui contient les reliques de saint Claude. On dénombre 65 victimes, dont le maire. Toutes les archives, les industries florissantes, les nombreuses bibliothèques possédées par les habitants disparaissent. Saint-Claude sera entièrement reconstruite.
La commune était desservie au début du XXe siècle par les Chemins de fer vicinaux du Jura.

### Seconde Guerre mondiale
Le vendredi 7 avril 1944, la division 157 de la Wehrmacht se déploie dans la région de Saint-Claude. La ville est cernée. Les locaux de la coopérative la Fraternelle sont mis à sac. Ses responsables qui ravitaillent le maquis sont arrêtés ainsi que Paul Delacour, maire de la ville nommé par Vichy.
Le samedi 8 avril 1944 à l’aube, les commandos allemands motorisés de la division attaquent le bois de la Versanne. Ils sont tenus en échec toute la journée par le maquis bien retranché. La Wehrmacht réussit à décrocher à la nuit emmenant ses morts et ses blessés. Le maquis a lui aussi subi des pertes. Il se replie, se réorganise et s’abrite dans la forêt.
Le lendemain, dimanche 9 avril 1944, jour de Pâques, sous couvert d’une vérification d’identité, la Gestapo organise une grande rafle à Saint-Claude, en présence de Klaus Barbie arrivé la veille à l’hôtel de France. Tous les hommes de 18 à 45 ans sont rassemblés sur la Place du Pré. 302 sont retenus en otage et déportés à Buchenwald, 186 ne rentreront pas.

### Fin duXXesiècle

Territoire communal.

Le 1er janvier 1974, les communes de Chaumont, Chevry, Cinquétral, Ranchette et Valfin-lès-Saint-Claude intègrent la commune de Saint-Claude.

## Politique et administration

### Tendances politiques et résultats
Lors du second tour de l'élection présidentielle à Saint-Claude, Emmanuel Macron (En Marche!) est à la première place avec 64,94 % des voix. En deuxième position, Marine Le Pen (FN) obtient quant à elle 35,06 % des voix.
On observe un vote blanc à hauteur de 6,77 % chez les votants, ainsi que 2,32 % de votes nuls.

### Politique de développement durable
La commune a engagé dans une politique de développement durable en lançant une démarche d'Agenda 21 en 2012.

### Jumelages
- Rottenburg am Neckar (Allemagne) depuis 1979
- Saint-Claude (France) depuis le 25 juin 2024[31]

## Population et société

### Démographie
L'évolution du nombre d'habitants est connue à travers les recensements de la population effectués dans la commune depuis 1793. Pour les communes de plus de 10 000 habitants les recensements ont lieu chaque année à la suite d'une enquête par sondage auprès d'un échantillon d'adresses représentant 8 % de leurs logements, contrairement aux autres communes qui ont un recensement réel tous les cinq ans,.

En 2022, la commune comptait 8 556 habitants, en évolution de −10,18 % par rapport à 2016 (Jura : −0,81 %, France hors Mayotte : +2,11 %).
| 1793  | 1800  | 1806  | 1821  | 1831  | 1836  | 1841  | 1846  | 1851  |
| ----- | ----- | ----- | ----- | ----- | ----- | ----- | ----- | ----- |
| 3 657 | 3 579 | 3 525 | 4 463 | 5 222 | 5 238 | 5 270 | 5 471 | 5 897 |

| 1856  | 1861  | 1866  | 1872  | 1876  | 1881  | 1886  | 1891  | 1896   |
| ----- | ----- | ----- | ----- | ----- | ----- | ----- | ----- | ------ |
| 5 885 | 6 316 | 6 809 | 7 083 | 7 550 | 8 216 | 8 932 | 9 782 | 10 146 |

| 1901   | 1906   | 1911   | 1921   | 1926   | 1931   | 1936   | 1946   | 1954   |
| ------ | ------ | ------ | ------ | ------ | ------ | ------ | ------ | ------ |
| 10 449 | 10 980 | 12 022 | 12 631 | 13 947 | 13 436 | 11 381 | 10 749 | 11 301 |

| 1962   | 1968   | 1975   | 1982   | 1990   | 1999   | 2006   | 2011   | 2016  |
| ------ | ------ | ------ | ------ | ------ | ------ | ------ | ------ | ----- |
| 12 114 | 12 486 | 13 511 | 12 715 | 12 704 | 12 303 | 11 950 | 10 690 | 9 526 |

| 2021  | 2022  | - | - | - | - | - | - | - |
| ----- | ----- | - | - | - | - | - | - | - |
| 8 727 | 8 556 | - | - | - | - | - | - | - |

### Enseignement
La commune de Saint-Claude dépend de l'académie de Besançon (rectorat de Besançon) et les écoles primaires de la commune dépendent de l'inspection académique du Jura.
Pour le calendrier des vacances scolaires, Saint-Claude est en zone A.
Sur la commune de Saint-Claude, 15 établissements scolaires sont ouverts : 11 écoles, 2 collèges et 2 lycées.
Les écoles maternelles
- École maternelle Christin
- École maternelle Franche Comté
- École maternelle Henri Ponard
- École maternelle Mouton
- École maternelle Rosset
- École privée Jeanne d'Arc

Les écoles primaires
- École élémentaire Avignonnets
- École élémentaire Centre
- École élémentaire faubourg
- École élémentaire Truchet
- École privée Jeanne d'Arc

Les collèges
- Collège Pré Saint-Sauveur
- Collège privé Maîtrise de la Cathédrale

Les lycées
- Lycée Pré Saint-Sauveur
- Section professionnelle du lycée Pré Saint-Sauveur

### Manifestations culturelles et festivités
- La fête des Soufflaculs, qui a lieu une fois par an et qui remonte au Moyen Âge : les habitants sont vêtus de tuniques blanches, de loups et de soufflets qu'ils actionnent devant les dames, ou sous les jupes des dames. Ils font brûler le roi le soir venu et le tout est suivi d'un feu d'artifice.
- La fête des pipes, pour célébrer un savoir-faire plus que centenaire.
- Le festival de bandes dessinées et de littératures du Haut-Jura. Cette manifestation organisée par Générations Bédés et Salmigondis accueille des auteurs de différents horizons (Allemagne, Italie, Suisse, Belgique, etc.) et de la France entière.
- Prom'été : grande braderie organisée chaque année dans le centre-ville (pendant un week-end de juillet et un week-end d'août).

### Santé
La ville dispose du centre hospitalier Louis Jaillon de Saint-Claude, ayant une capacité d'accueil de 184 lits et places en 2018, dont :
- Médecine : 46
- Moyen séjour : 12
- Long séjour : 30
- Hébergement : 96

### Sports
L’activité associative à Saint-Claude est dynamique et notamment sur le secteur du sport. Avec plus de 40 clubs, l’offre sportive sur Saint-Claude est diversifiée et répond aux attentes de plus de 2 000 licenciés.
La ville de Saint-Claude possède un club de rugby : le FC Saint-Claude, le Club Alpin Français du Haut-Jura (activités de montagne), etc,.
Plus de 150 km de sentiers balisés, aux abords de la ville, permettent la pratique de la randonnée pédestre.
Une course de côte cycliste sous la forme d’un contre-la-montre individuel, la Grimpée ou Montée de Cinquétral, est organisée chaque année par le Vél’Haut-Jura Saint-Claude sur la commune, entre le bourg et le hameau de Cinquétral. La course est longue de 9,2 km, pour une déclivité moyenne de 4,34 %,,,.

## Économie
Saint-Claude a tout d'abord fondé son économie sur l'artisanat et la vente aux pèlerins d'articles de tournerie en bois, en os et en ivoire dont le plus célèbre représentant est Jean-François Rosset pour ses bustes de Voltaire. Cette activité connaît un essor important à partir de 1855 avec la pipe de bruyère. Cet artisanat fait la renommée de la ville : les pipes de Saint-Claude restent réputées parmi les amateurs. La ville se proclame en effet la capitale de la pipe.
Saint-Claude a également été un centre important pour les industries lapidaire et diamantaire.
Située à l'extrémité de la Plastics Vallée, elle compte de nos jours plusieurs entreprises en rapport avec le secteur de la plasturgie.

## Culture locale et patrimoine

### Lieux et monuments
- Le musée de la Pipe et du Diamant de Saint-Claude et Confrérie des maîtres-pipiers.
- Le musée de l'abbaye[44], donations Guy Bardone et René Genis. Œuvres du XXe siècle et vestiges archéologiques de l'ancienne abbaye de la fin du Moyen Âge (voir le site officiel du Musée de l'Abbaye Donations Guy Bardone et René Genis).
- Les nombreux ponts (Grand Pont, pont de pierre...) compte tenu du fait que la ville est très encaissée.
- Place Louis-XI avec sa vue sur les remparts.
- Le stade de Serger, un stade de rugby à XV et d'athlétisme, où se déroulent les matches du Football club de Saint-Claude, qui évolue dans le Championnat de France de rugby à XV de 3e division fédérale.
- Vue sur la vallée du Tacon du bas de la pittoresque rue de la Poyat (rue très pentue joignant le quartier haut de l'abbaye et les quartiers bas du faubourg).
- Le « chapeau de gendarme » dans les lacets de Septmoncel. Cette curiosité géologique rappelle la forme du chapeau porté par les gendarmes sous la Révolution. Elle est très spectaculaire en hiver avec la formation d'une cascade de glace.
- Point de vue sur la ville depuis la grotte Sainte-Anne qui la surplombe de 200 mètres.
- La grotte du maquis située sur le mont Chabot.
- Le banc des curés situé à l'entrée du quartier de Serger.
- La Maison du Peuple, construite par les coopérateurs de la Fraternelle, inaugurée en septembre 1910, est le symbole de l'histoire de la coopération à Saint-Claude[45].

### Édifices religieux
- La cathédrale Saint-Pierre, Saint-Paul et Saint-André, place de l'Abbaye, est classée monument historique et son orgue de Callinet de 1842[46]. L'une des particularités de la cathédrale est que l'un de ses clochers (flanc gauche) n'a jamais été terminé ;
- La chapelle expiatoire, rue des Carmes. En 1794, les révolutionnaires brûlèrent le corps de saint Claude. Un Sanclaudien, François Joseph Jacquet, récupéra du corps du saint ce que les flammes n'avaient pas consumé. Il conserva ces reliques à son domicile qui fut épargné lors du grand incendie qui ravagea la ville de Saint-Claude en 1799[47]. La chapelle expiatoire, de style byzantin, fut édifiée en 1869 sur l'emplacement de cette maison, en expiation des profanations commises par les révolutionnaires ;
- Palais abbatial de Saint-Claude ; le bâti, le sol et le sous-sol des parcelles sont classés au titre des monuments historiques par arrêté du 24 août 2004[48] ;
- L'église du Sacré-Cœur, place Christin ;
- L'église Saint-Sébastien, rue de la Mairie à Valfin-lès-Saint-Claude ;
- L'église de la Nativité-de-la-Sainte-Vierge, rue de l'Église à Cinquetral ;
- L'ancienne chapelle des Carmes, rue de la Poyat ;
- La chapelle de Chaumont, chemin de la Chapelle ;
- L'Église évangélique, rue Pasteur ;
- La salle du royaume des témoins de Jéhovah, rue Miroir.

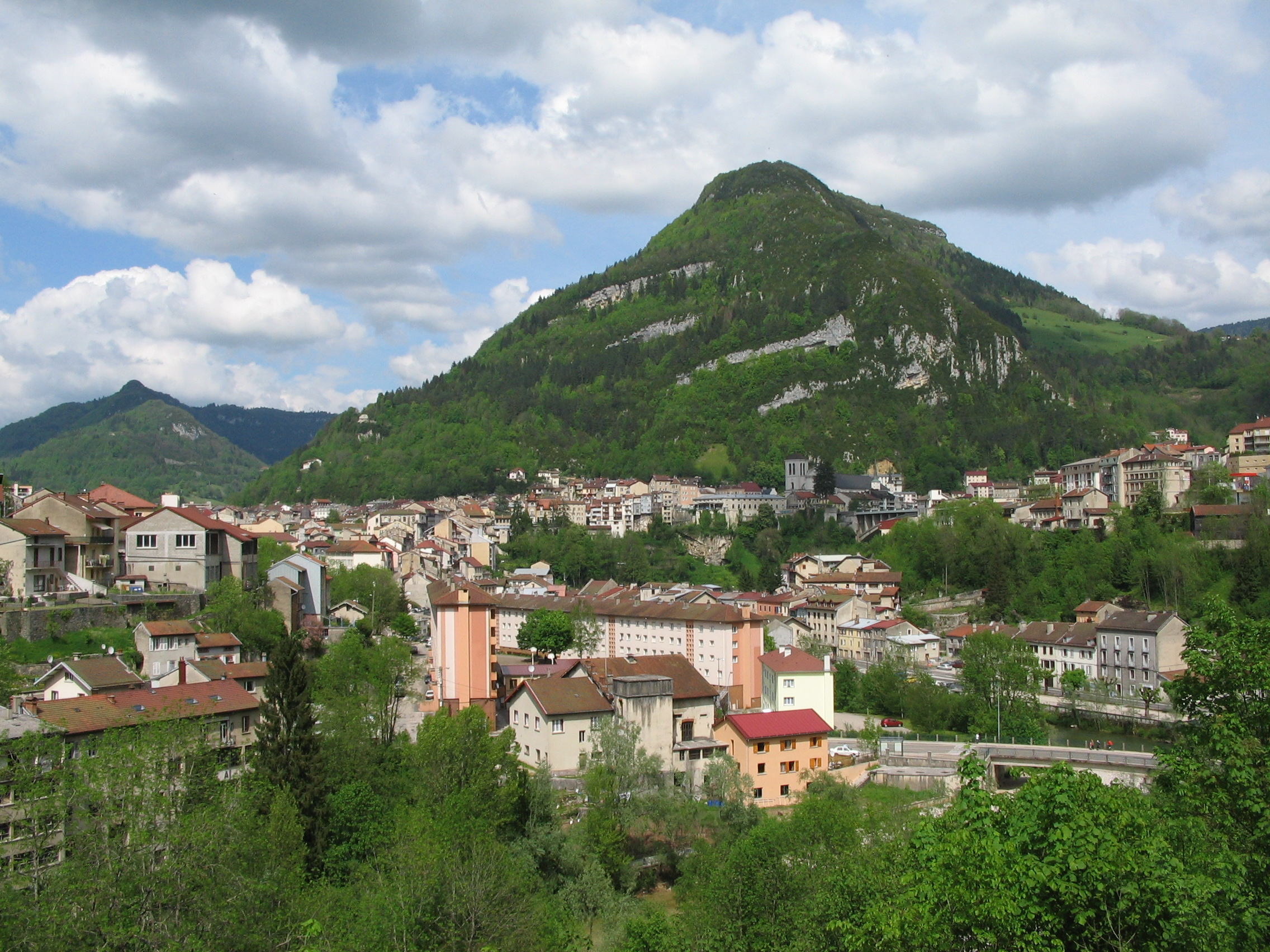
Vue générale.
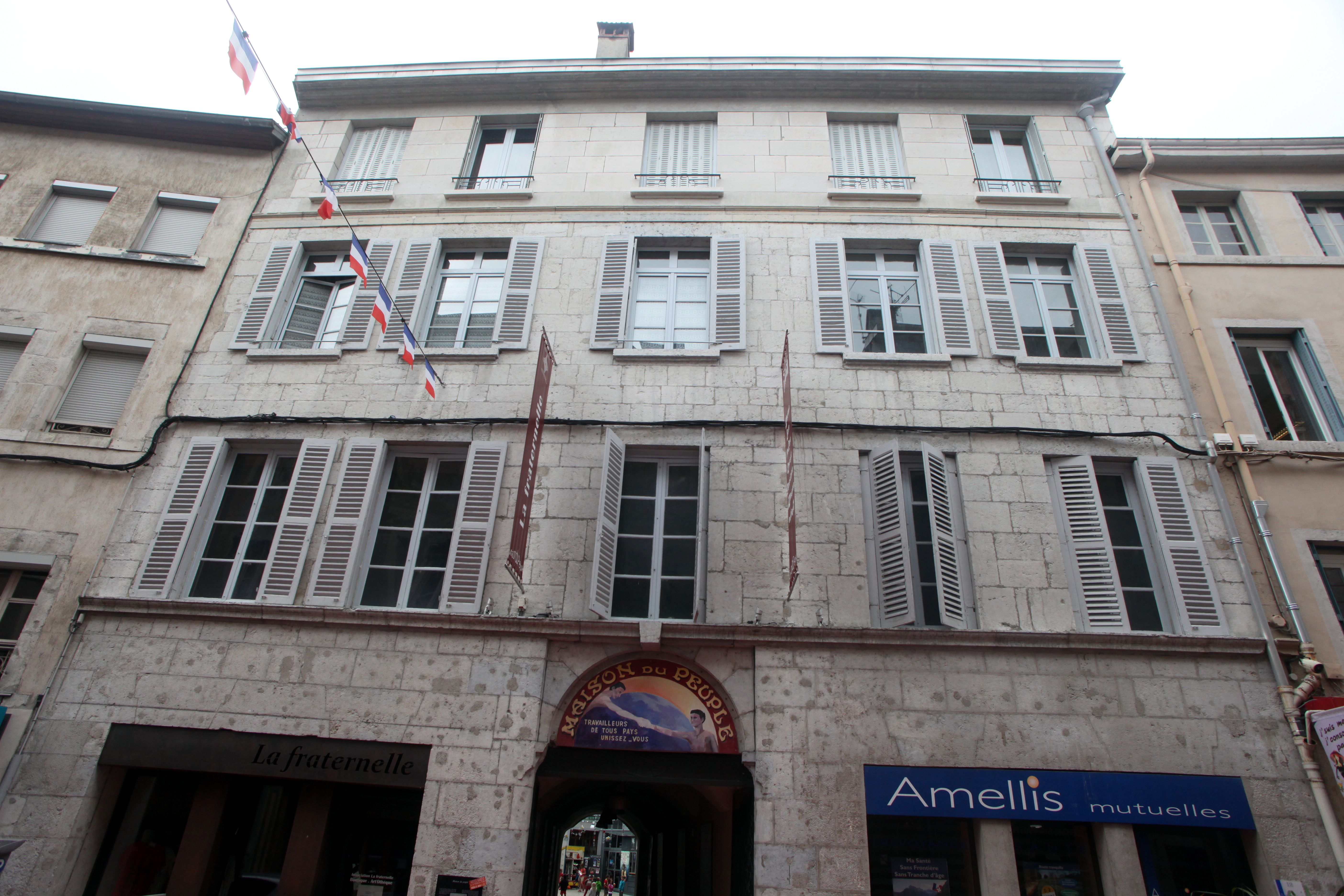
Maison du peuple.
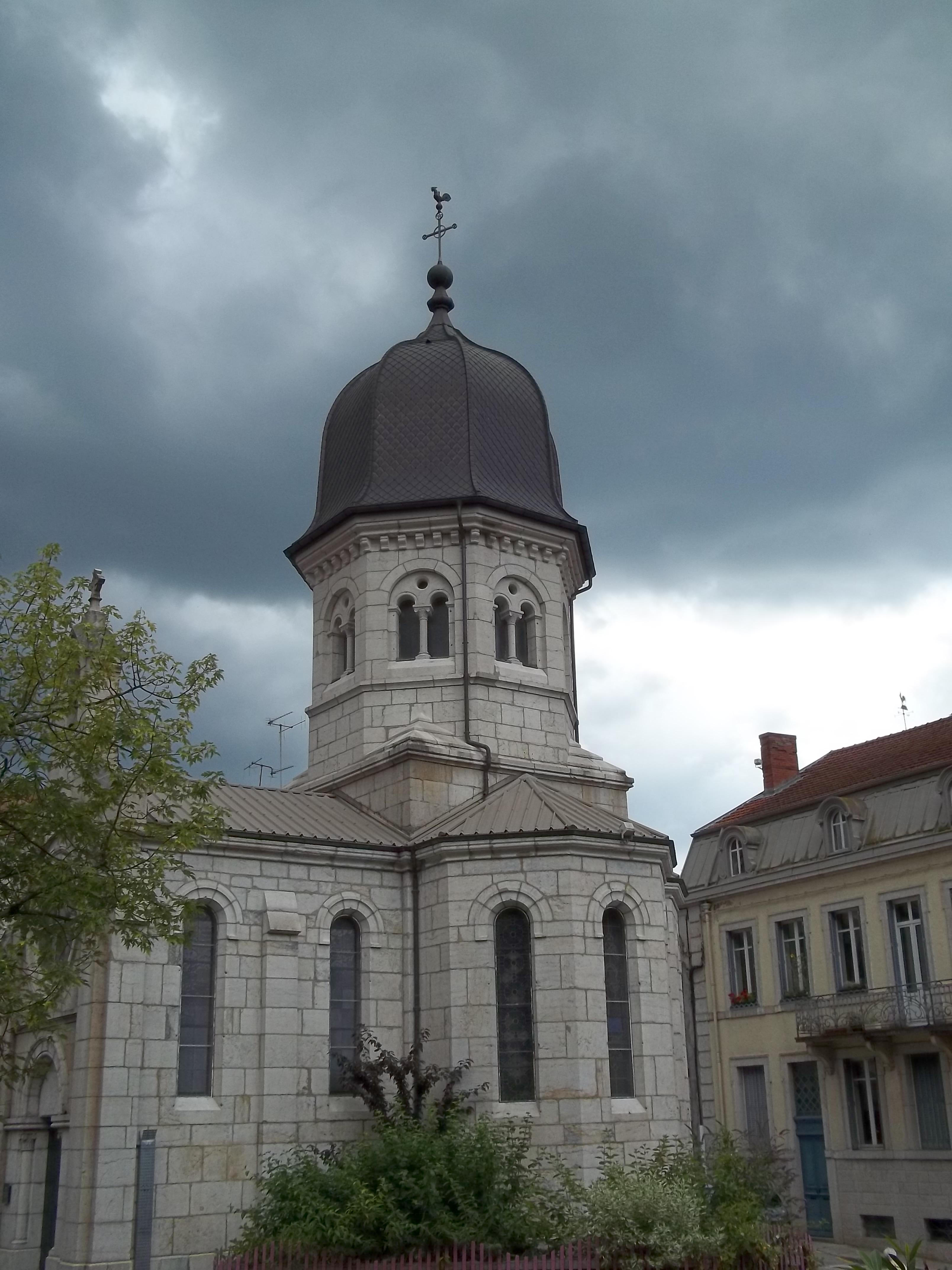
Saint-Claude, chapelle expiatoire.
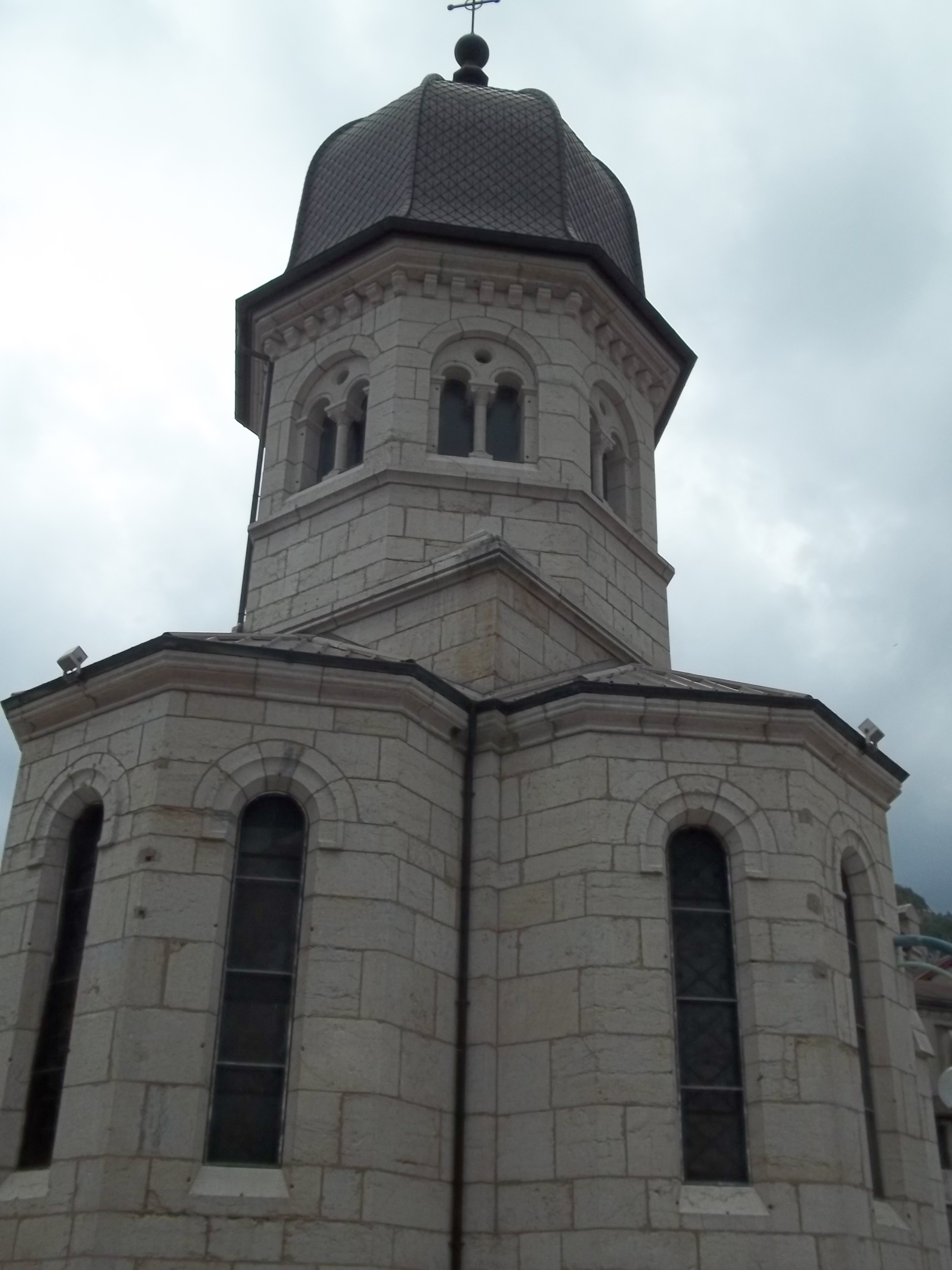
Saint-Claude, chapelle expiatoire.

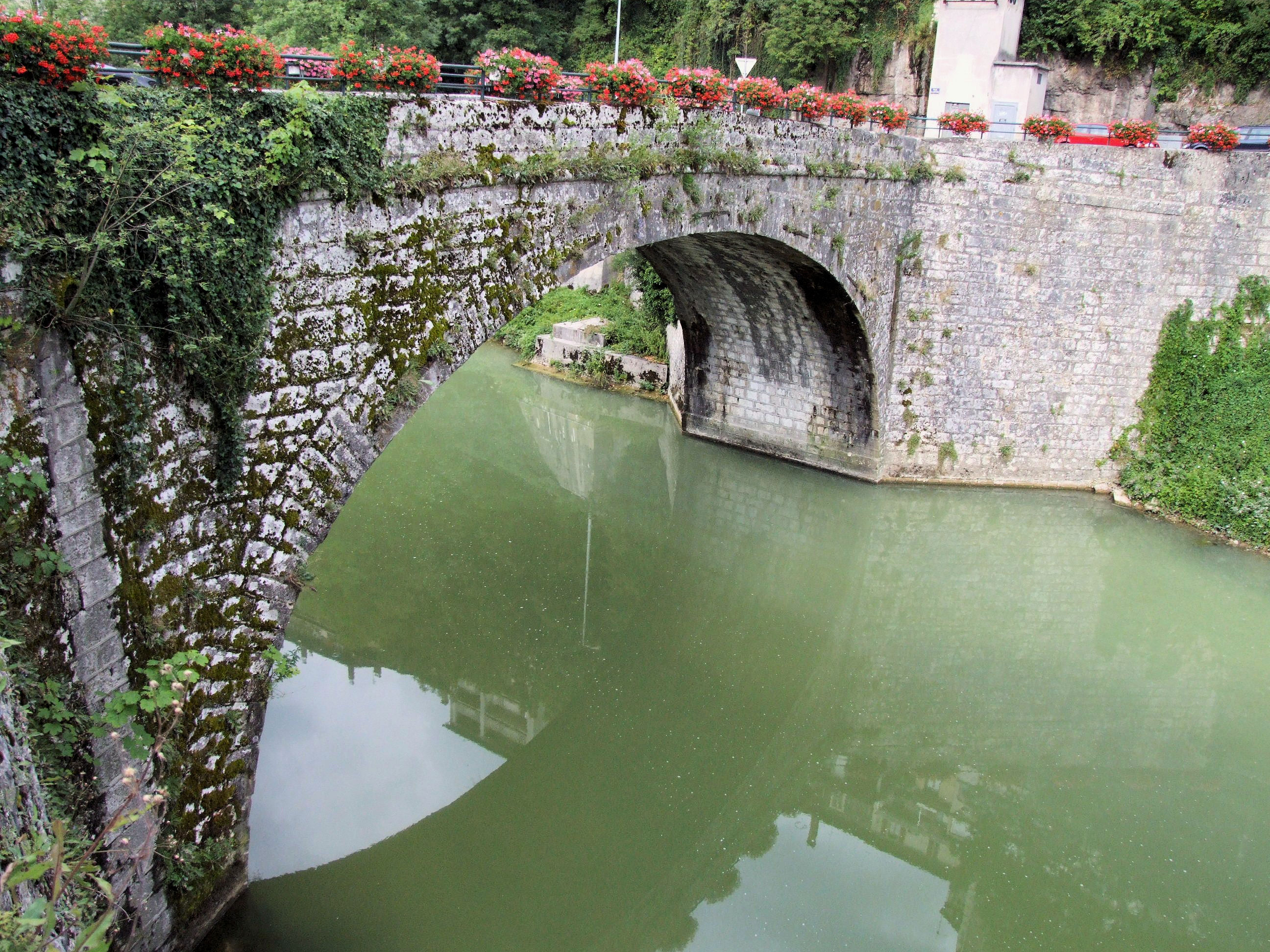
Pont d'Avignon.
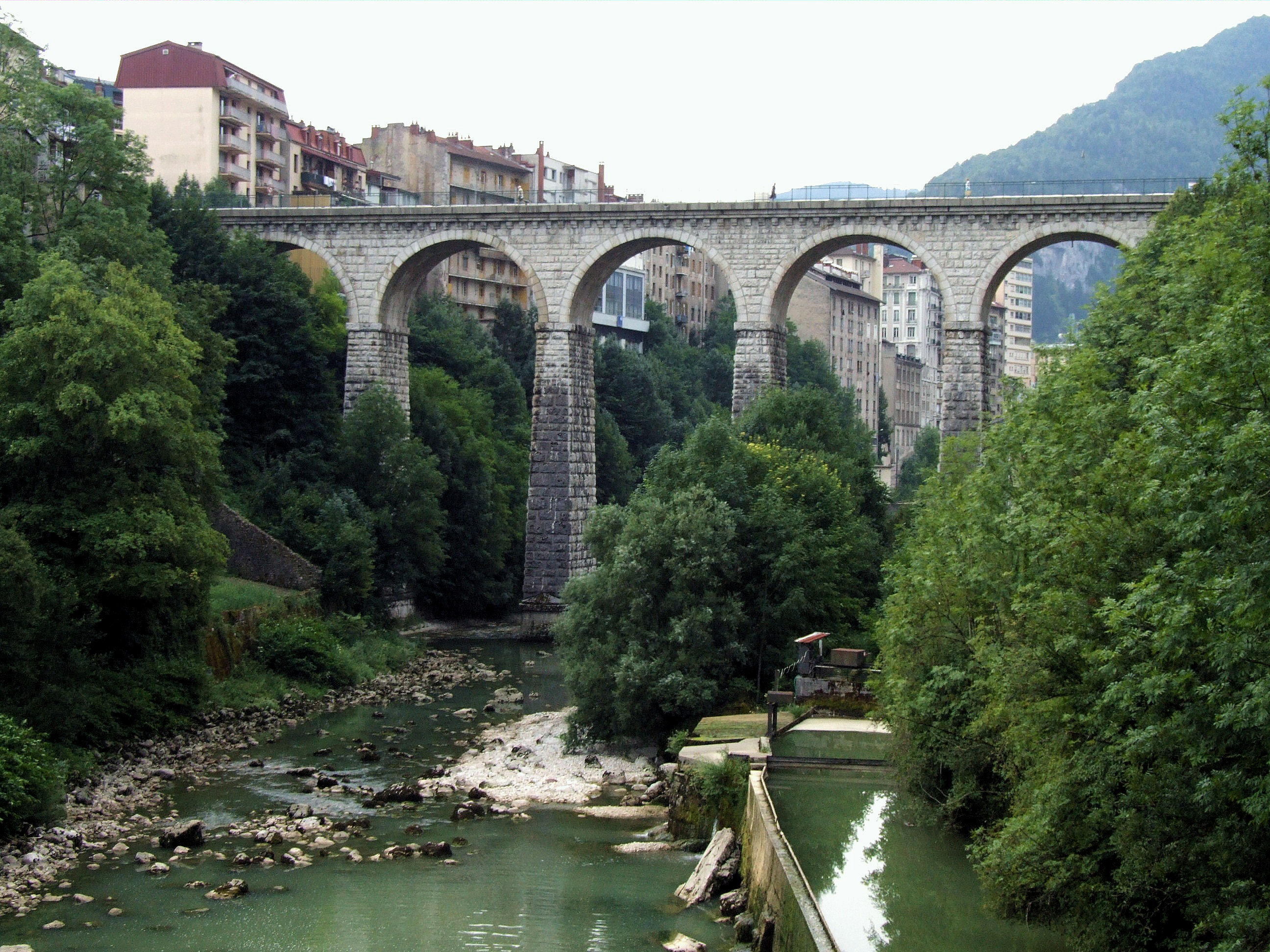
Pont de pierre.
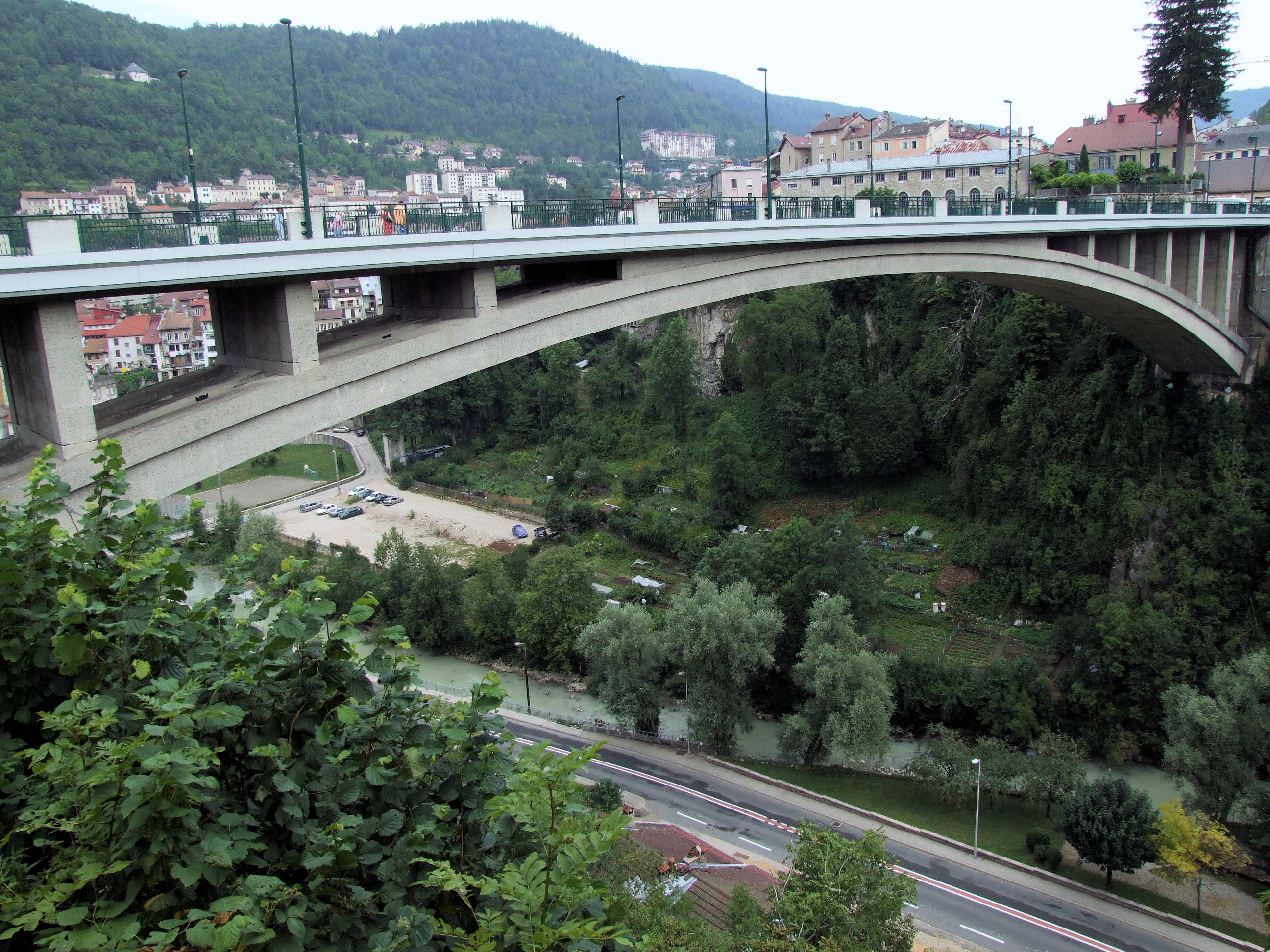
Grand Pont.

### Personnalités liées à la commune
(par ordre chronologique de naissance)
- Saint Romain [Romain de Condat] (Izernore, Ain v. 390[réf. nécessaire] - monastère de la Balme, Saint-Romain-de-Roche auj. Pratz, Jura 460) : moine et abbé ; cofondateur, avec son frère Lupicin, des monastères de Condat (auj. Saint-Claude), Lauconne, et la Balme[49]. Très probable fondateurs du monastère de Romainmôtier (Romainmôtier, dans le canton de Vaud, en Suisse)[49].
- Saint Lupicin [Lupicin de Lauconne] (Izernore, Ain v. 415 - monastère de Lauconne auj. Saint-Lupicin, Jura 480) : moine et abbé ; cofondateur, avec son frère Romain, des monastères de Condat, Lauconne et la Balme[50].
- Saint Oyand (Izernore, Ain v. 449 - monastère de Condat auj. Saint-Claude 510) : abbé ; accrut le rayonnement du monastère de Condat. Il fit bâtir, en l'honneur des apôtres Pierre, Paul et André, une église, sur laquelle se dressera plus tard l'actuelle cathédrale Saint-Pierre, Saint-Paul et Saint-André.
- Saint Claude [Claude de Besançon] (Bracon, Jura v. 607 - Saint-Oyand-de-Joux auj. Saint-Claude 699) : évêque de Besançon.
- Adson de Montier-en-Der, né à Saint-Claude v. 920.
- Peronet Lamy, dit « Perenet lenlumineur », peintre et enlumineur actif en Savoie dans le deuxième quart du XVe siècle (attesté à partir de 1432 et décédé avant juillet 1453), sans doute né à Saint-Claude[51].
- Henry Boguet (Pierrecourt, Haute-Saône 1550 - 1619) : démonologue, grand Juge de Saint-Claude au comté de Bourgogne (1596 à 1616) ; auteur du Discours exécrable des Sorciers (1602).
- Lacuzon [Claude Prost] (Longchaumois, Jura v. 1607 - Milan, Italie 1681) : résistant et indépendantiste comtois.
- Jacques-Antoine de Maisod (v1640-v1712) colonel comtois chargé de la défense du secteur de Saint-Claude en 1674
- François Ignace Dunod de Charnage (Saint-Claude 1679 - Besançon, Doubs 1752) : jurisconsulte.
- Jean-François Joseph Rosset dit Dupont (1706 Saint-Claude-1786) : sculpteur et ivoirier d'objets de dévotion. En 1765 reçu par Voltaire à Fernay il fit son buste qui connut immédiatement un grand succès dans toute l'Europe. Pour faire face à la demande Rosset et ses fils produisirent d'innombrables statues en ivoire de Voltaire et des philosophes du siècle des Lumières.
- Joseph-Romain Joly (Saint-Claude 1715 - 1805), capucin et homme de lettres.
- Charles-Gabriel-Frédéric Christin (Saint-Claude 1741 - Saint-Claude 1799), juriste, maire de Saint-Claude, député aux États généraux de 1789.
- Antide Janvier (Lavans-lès-Saint-Claude, Jura 1751 - Paris 1835) : maître horloger (de Louis XVI).
- Charles Alexandre Marie Dalloz (Saint-Claude mai 1759 - Genève 1793) : homme politique français.
- Nicolas Bavoux (1774-1848), magistrat et un homme politique, député dans le 7e arrondissement arrondissement de Paris.
- Antoine-Gabriel Christin (Saint-Claude 1781 - Tours 1844), baron d'Empire, colonel du Génie.
- Joseph-Marie-Frédéric Nicod (Saint-Claude 1782 - Passy 1840), magistrat et homme politique, député de la Gironde puis de la Loire-Inférieure.
- Joseph-François-Clet Peschoud (Saint-Claude 1805 - Vichy 1865), évêque de Cahors de 1863 à 1865.
- Romuald Vuillermoz (Saint-Claude 1820 - Alger 1877), homme politique, maire d'Alger, député d'Alger de 1871 à 1872.
- Auguste Lançon (Saint-Claude 1836 - Paris 1887) : peintre et dessinateur animalier, graveur.
- Louis Cachet (1850-1914), homme politique, député de l'Orne de 1902 à 1910, sénateur de la Troisième République.
- Félix Jeantet (Saint-Claude 1855 - Paris 1932) : homme de lettres.
- Marie-Léon Arbez-Carme (Saint-Claude 1858 - 1928) : sculpteur, graveur, chimiste, ingénieur, inventeur et journaliste ; ses travaux, quasiment secrets, firent considérablement avancer la recherche sur l'industrie des matières plastiques[52].
- Henri Ponard (Saint-Claude 1861 - Paris 1928) : ouvrier tourneur et figure importante du mouvement coopératif, maire de Saint-Claude en 1919 et député du Jura de 1924 à 1928[53].
- Jean-Baptiste Lemire (Colmar, Haut-Rhin 1867 - La Flèche, Sarthe 1945) : chef d'orchestre dans cette ville et compositeur.
- René Nicod, (1881 à Saint-Claude - 1950 à Oyonnax), comptable de profession, homme politique, élu député en 1919, maire d'Oyonnax.
- Suzanne Belperron (Saint-Claude 1900 - Paris 1983) : joaillier.
- Commandant Vallin [Jean Duhail] (Le Havre, Seine-Maritime 1905 - Viry, Jura 1944) : chef du maquis du Haut-Jura en 1943-1944 ; arrêté sur dénonciation à Saint-Claude, il fut torturé et fusillé par les nazis. Sa tombe est à l'entrée du cimetière de Viry.
- Rosine Schiari, née le 2 janvier 1907, Juste parmi les nations.
- Paul-Émile Victor (Genève, Suisse 1907 - Bora Bora, Polynésie française 1995) : célèbre explorateur polaire, scientifique, ethnologue et écrivain ; patron (et fondateur en 1947) des Expéditions polaires françaises durant 29 ans. Il a passé une partie de son enfance à Saint-Claude.
- Louis Jaillon (Saint-Claude 1916 - id. 2003) : a été maire de la ville, député, conseiller général et régional.
- Josef Maier (Lippertsreute, aujourd'hui Stadt Überlingen 1921 - Saint-Claude 1995) : inventeur et entrepreneur.
- René Genis (Hué, Viêt-Nam 1922 - Saint-Claude 2004) : peintre figuratif (école de la Réalité poétique).
- Dany Dauberson [Suzanne Gauche] (Le Creusot, Saône-et-Loire 1925 - Marseille, Bouches-du-Rhône 1979) : chanteuse et actrice. Elle a passé une partie de sa vie à Saint-Claude et y repose.
- Josette Coras (1926-2008) : peintre, graveuse et sculptrice franc-comtoise; elle est morte à Saint-Claude.
- Guy Bardone (Saint-Claude 1927 - Oyonnax 2015) : peintre figuratif (Nouvelle École de Paris).
- Marie-Josèphe Delacour, (Saint-Claude 1929) : épouse d'Édouard Balladur.
- Alex Barbier (Saint-Claude 1950 - Saint-Claude 2019) : auteur de bande dessinée et peintre.
- Maximine Lagier-Durant (Saint-Claude, 1952), poète, écrivaine et traductrice.
- Maryse Vuillermet (Saint-Claude, 1955): universitaire et écrivain.
- Muriel Mandrillon (Saint-Claude, 1955): skieuse alpine.
- Marie-Christine Dalloz (Saint-Claude 1958) : maire de Martigna ; députée (depuis 2007).
- Jean-Daniel Vuillermoz (Saint-Claude 1965) : costumier de théâtre et de cinéma.
- Jean-Noël Arbez (Saint-Claude 1965) : skieur (ski alpin) ; triple médaillé olympique (deux médailles d'argent, une de bronze) aux Jeux paralympiques de Nagano (1998)[54].
- Anne Grospiron (Saint-Claude, 1969) : écrivaine, lauréate du prix Fénéon (1994).
- Emmanuel Jonnier (Dijon, Côte-d'Or 1975) : skieur (ski nordique) ; a participé aux J.O. de Salt Lake City (2002) et de Turin (2006). Il a grandi à Saint-Claude.
- Fabien Joly (1981-) : Fromager né à Saint-Claude et membre de la Guilde des fromagers de Franche-Comté. Il est actuellement installé à Londres au cœur de Borough Market.
- Maud Forget (Saint-Claude 1982) : comédienne.
- Nadir Belhadj (Saint-Claude 1982) : footballeur professionnel (Gueugnon, Sedan, Lyon...) International algérien (55 sélections de 2004 à 2011)
- Mevlüt Erdinç (Saint-Claude 1987) : footballeur professionnel (Sochaux, Paris S.G., Rennes, Saint-Étienne...) International turc (35 sélections de 2008 à 2016)
- Alexis Vuillermoz (Saint-Claude 1988) : cycliste professionnel (VTT cross country) ; Team Lapierre International.
- Angélique Boyer (Saint-Claude 1988) : apparaît dans le telenovela Teresa.
- Geoffrey Fabbri (Saint-Claude 1992) : rugbyman professionnel (U.S. Oyonnax, Provence Rugby, Nice)...
- Alison Joblot (Besançon 1993) : Miss Jura 2013, 1re dauphine de Miss Franche-Comté 2013 et 2014, mannequin, modèle photo et comédienne.
- Baptiste Pesenti (Saint-Claude 1997) : rugbyman professionnel (Pau, Racing 92)... International français en 2020.
- Nolan Ferro (Saint-Claude 2006) : footballeur.